# Adolfo Albertazzi
Adolfo Albertazzi, född den 8 september 1865 i Bologna, död där den 10 maj 1924, var en italiensk författare.
Albertazzi, som var lärare i italiensk litteraturhistoria vid tekniska institutet i Bologna, författade både litteraturhistoriska arbeten och noveller: Romanzieri e romanzi del 500 e del 600 (1891), Parvenze e sembianze (1892), La contessa d'Almond (1893), L'ave (1894), Ora e sempre (1898), Novelle umoristiche (1900) och La storia del romanzo in Italia (1905) med flera.

## Fotnoter
1. 1 2  Bibliothèque nationale de France, BnF Catalogue général : öppen dataplattform, id-nummer i Frankrikes nationalbiblioteks katalog: 12443003q, läst: 10 oktober 2015.[källa från Wikidata]
2. ↑  Storiaememoriadibologna.it-ID: albertazzi-adolfo-482354-persona, läst: 23 januari 2024.[källa från Wikidata]
3. 1 2  Tjeckiska nationalbibliotekets databas, NKC-ID: jo2017938826, läst: 17 december 2022.[källa från Wikidata]